# Joazaf (metropolita kazański)
Joazaf, imię świeckie nieznane (zm. 20 stycznia?/30 stycznia 1686) – rosyjski biskup prawosławny.

## Życiorys
Brak informacji o jego pochodzeniu i imieniu świeckim. W 1671 wzmiankowany jest jako przełożony monasteru Przemienienia Pańskiego i św. Eutymiusza w Suzdalu z godnością archimandryty. Chirotonię biskupią przyjął 6 września 1674 z rąk patriarchy moskiewskiego i całej Rusi Joachima. Został wyznaczony na metropolitę kazańskiego i swijaskiego, jednak do swojej eparchii wyjechał dopiero w styczniu 1676, gdyż brał udział w Soborze Lokalnym, który przeciągnął się od końca 1674 na niemal cały następny rok.
Po powrocie do Kazania Joazaf przystąpił do prac nad odbudową rezydencji biskupiej i soboru Zwiastowania, zniszczonych przez pożar jeszcze w 1672. Metropolita odbudował także zniszczone w pożarze cerkwie parafialne w Kazaniu. W 1675 utworzył monaster Wniebowstąpienia Pańskiego w Sarapule oraz monaster Przemienienia Pańskiego w Osie. W 1682 hierarcha wyjechał ponownie na Sobór Lokalny do Moskwy, na którym jego tytuł zmieniono na metropolita kazański i bołgarski. Rok później erygował monaster Wniebowstąpienia Pańskiego w Syzraniu. Pozostawał w Moskwie do 1683; jego pobyt przedłużył się z powodu śmierci cara Fiodora, buntu strzelców i zwołania w 1683 kolejnego Soboru Lokalnego. Zmarł w 1686 i został pochowany w soborze Zwiastowania w Kazaniu.